# Саммит КНДР и США (2018)
Встреча лидеров Северной Кореи и Соединённых Штатов в 2018 году в Сингапуре (кор. 2018년 북미정상회담 ; англ. 2018 North Korea-United States Singapore Summit) — переговоры между высшим руководителем КНДР Ким Чен Ыном и президентом США Дональдом Трампом.
Саммит состоялся 12 июня 2018 года в Сингапуре.
Это была первая в истории встреча лидеров двух стран.
Вторая встреча этих лидеров состоялась в 2019 году в Ханое.